# Oreilla
Oreilla é uma comuna francesa na região administrativa da Occitânia, no departamento dos Pirenéus Orientais. Estende-se por uma área de 16.03 km², com 24 habitantes, segundo o censo de 2018, com uma densidade de 1.5 hab/km².